# مادلین
مادلین (انگلیسی: Madeleine)  یک فیلم نوآر  به کارگردانی دیوید لین محصول سال ۱۹۵۰ کشور بریتانیا است. 

## داستان
فیلم با صحنه‌ای معاصر در گلاسگو آغاز می‌شود و سپس به اوایل قرن نوزدهم بازمی‌گردد تا داستان مادلین اسمیت را روایت کند، زنی جوان از خانواده‌ای طبقه متوسط که در دادگاهی در سال ۱۸۵۷ به اتهام قتل معشوقه‌اش، امیل لانجلیه، محاکمه می‌شود.
داستان از زمانی شروع می‌شود که خانواده مادلین خانه‌ای در گلاسگو می‌خرند و او اتاق زیرزمینی را برای خود انتخاب می‌کند تا بتواند بدون جلب توجه خانواده، با معشوقه‌اش دیدار کند. رابطه آن‌ها به نامزدی مخفیانه ختم می‌شود، اما وقتی امیل از مادلین می‌خواهد این موضوع را به پدرش بگوید تا ازدواج کنند، او به خاطر ترس از پدرش از این کار خودداری می‌کند. مادلین تصمیم می‌گیرد با امیل فرار کند، اما وقتی درمی‌یابد که امیل بیشتر به دنبال بازگرداندن جایگاه اجتماعی خودش است تا عشق واقعی، رابطه را پایان می‌دهد و خواستار بازگرداندن نامه‌های عاشقانه می‌شود.
در همین زمان، پدر مادلین او را تشویق می‌کند با مردی ثروتمند به نام ویلیام مینوچ نامزد شود. پس از پایان رابطه با امیل، مادلین نامزد مینوچ می‌شود، اما امیل با تهدید به افشای نامه‌های خصوصی، او را مجبور می‌کند به دیدارهای مخفیانه ادامه دهد. امیل دچار بیماری شده و پس از بهبود اولیه، بار دیگر به شدت بیمار می‌شود و می‌میرد. مشخص می‌شود که مرگ او بر اثر مسمومیت با آرسنیک بوده و مدارک نشان می‌دهد مادلین در زمان مرگ او مقداری آرسنیک داشته است.
در نهایت، مادلین در دادگاه حاضر می‌شود و پس از بررسی شواهد، دادگاه حکم "نامعلوم" صادر می‌کند که در قانون اسکاتلند به معنای عدم اثبات قطعی جرم است و او را آزاد می‌کند، بدون آنکه به عنوان مجرم یا بی‌گناه شناخته شود.